# Fasciatoio

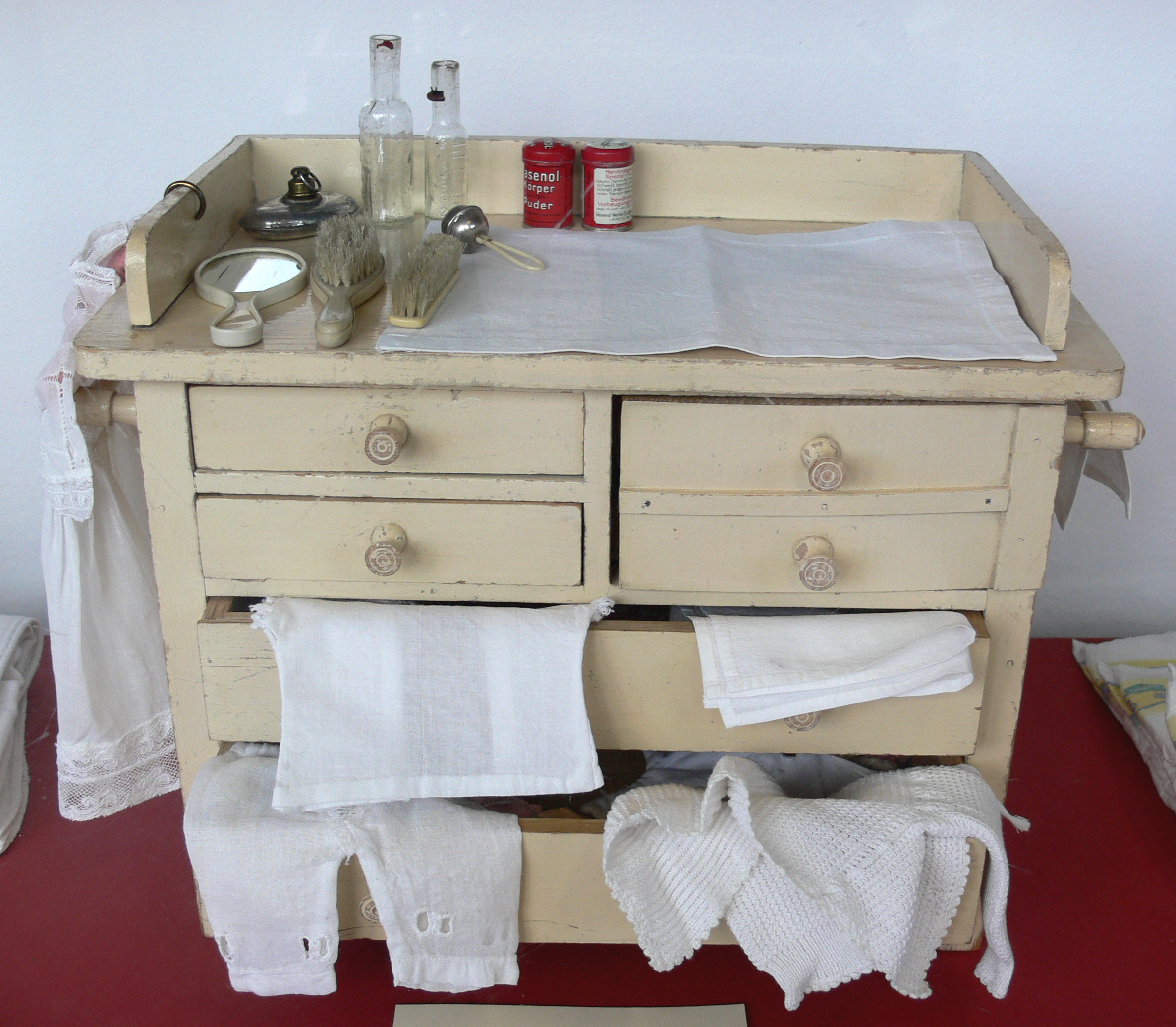
Un fasciatoio

Il fasciatoio è un mobile utilizzato per permettere ad un adulto di cambiare il pannolino ad un bambino.

## Fasciatoi pubblici

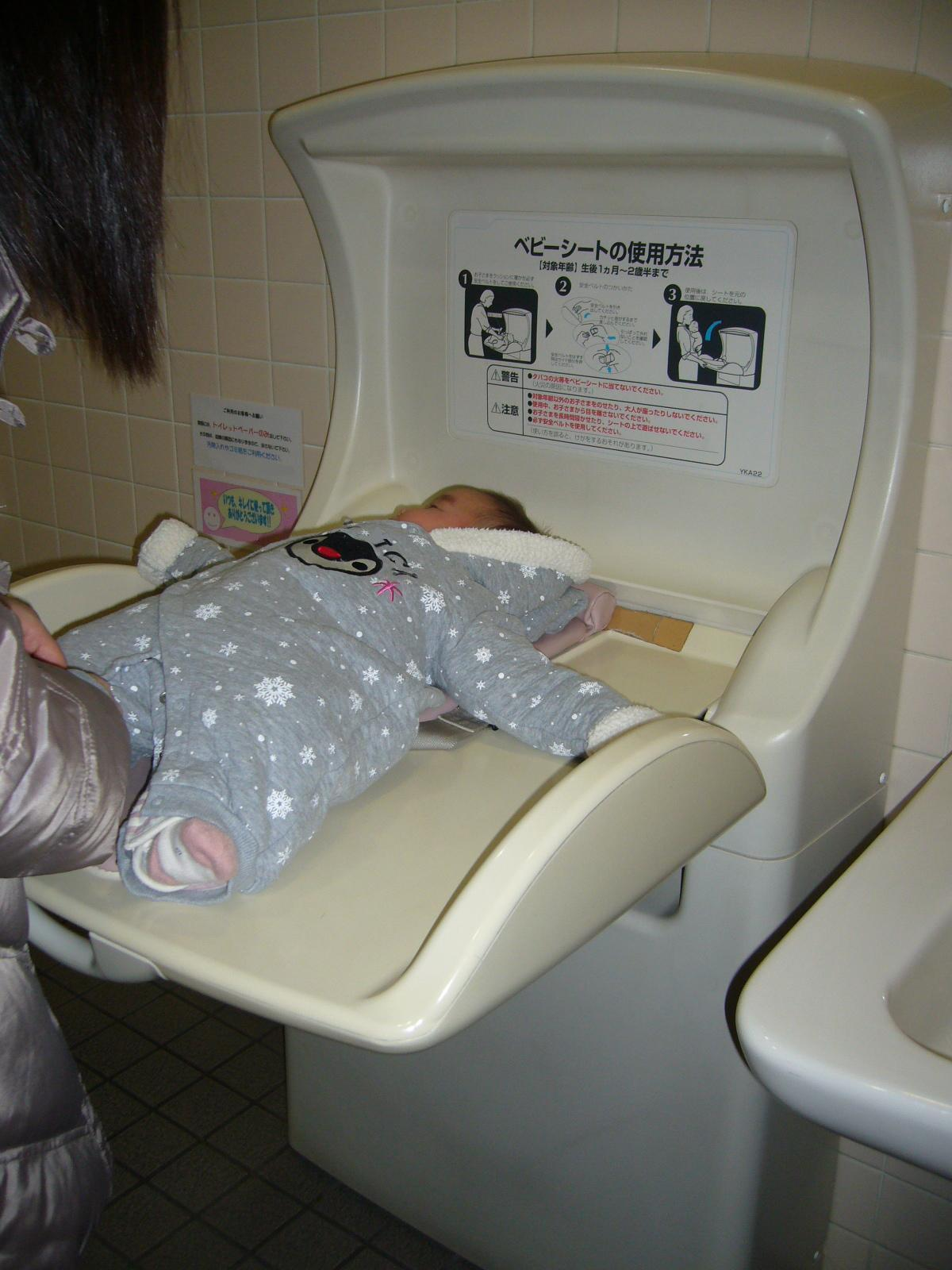
Un fasciatoio in un bagno pubblico in Giappone

Molti bagni pubblici possiedono un'area con fasciatoi qualora fosse necessario sostituire un pannolino in una zona pubblica. Sono tradizionalmente realizzati in plastica, in metallo o in legno. Alcune versioni possono essere piegate per occupare meno spazio quando non utilizzati.
Sono diventati popolari a parire dagli anni 90. Originariamente si trovavano solo nei bagni delle donne.

## Sicurezza
In Europa, la progettazione dei fasciatoi è disciplinata dalla norma tecnica EN 12221 Child use and care articles - Changing units for domestic use, divisa in due parti: EN 12221-1 Child use and care articles - Changing units for domestic use - Part 1: Safety requirements e EN 12221-2 Child use and care articles - Changing units for domestic use - Part 2: Test methods.
Le norme EN 12221-1 e EN 12221-2 sono recepite in Italia dalle norme  UNI EN 12221-1:2013 Articoli per puericultura - Fasciatoi per uso domestico - Parte 1: Requisiti di sicurezza e  UNI EN 12221-2:2013 Articoli per puericultura - Fasciatoi per uso domestico - Parte 2: Metodi di prova.